# Daniel Górak
Daniel Górak (Krakau, 9 oktober 1983) is een Pools professioneel tafeltennisser. Hij speelt rechtshandig met de penhoudersgreep.
Hij vertegenwoordigde zijn land op de Olympische Zomerspelen 2016 maar won geen medailles.

## Belangrijkste resultaten
- Zilver op het dubbelspel op de Europese kampioenschappen 2016 met Jakub Dyjas.
- Brons met het team op de Europese kampioenschappen in 2007.